# Avène
Avène là một xã thuộc tỉnh Hérault trong vùng Occitanie in the region of Occitanie ở phía nam nước Pháp. Xã này nằm ở khu vực có độ cao trung bình 330 mét trên mực nước biển. Dân số thời điểm năm 1999 là 275 người.